# Joanna Angel

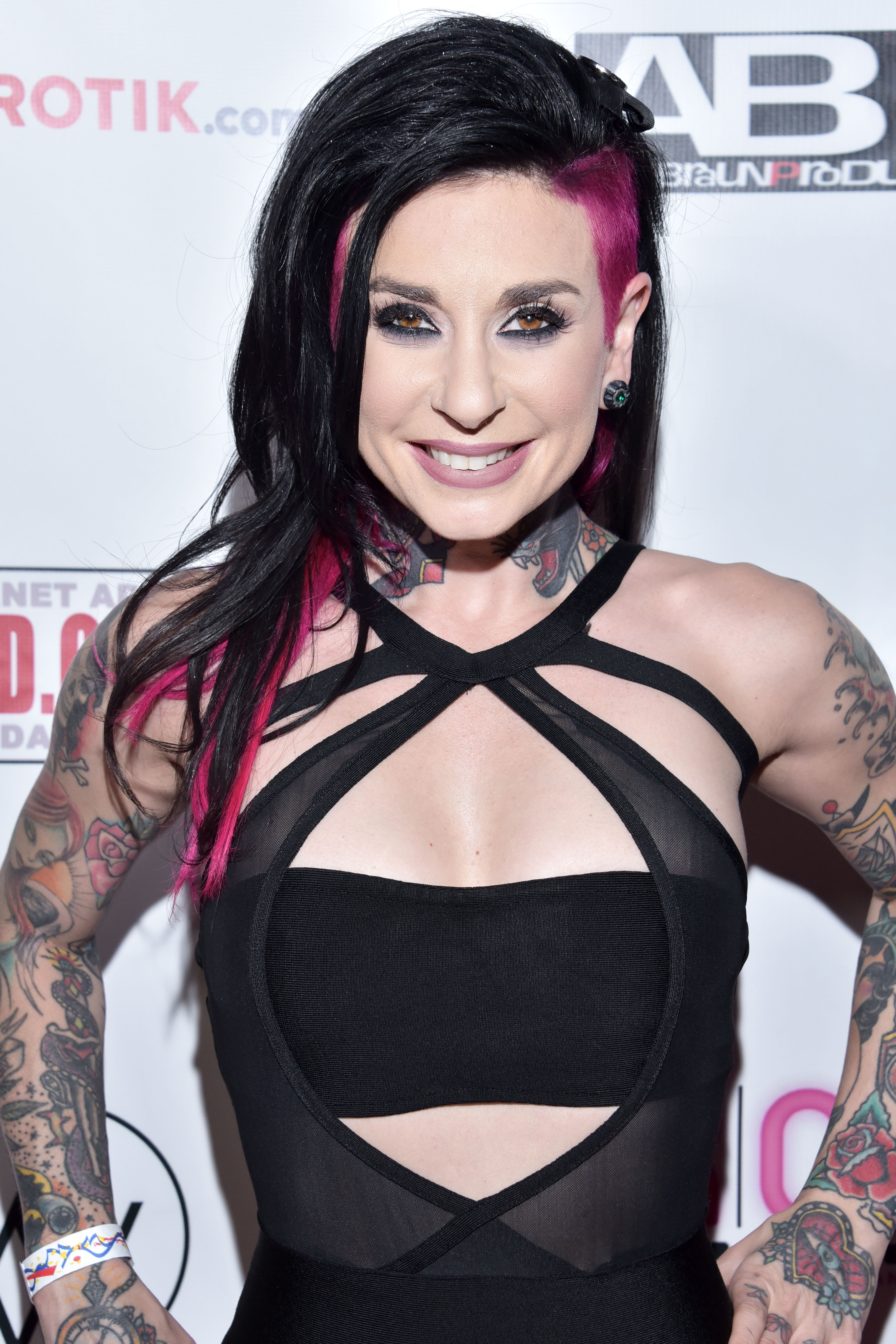
Joanna Angel im 2017

Joanna Angel (* 25. Dezember 1980 als Joanna Margalir Mostov in Brooklyn, New York City) ist eine US-amerikanische Pornodarstellerin und Pornofilmproduzentin.

## Leben
Joanna Angel wuchs in einer jüdischen Familie auf und schloss die High School mit 17 Jahren ab. Später erlangte sie den Bachelor of Arts in englischsprachiger Literatur an der Rutgers University. 2002 gründete Angel gemeinsam mit Mitch Fontaine die Website Burning Angel als eine Hardcore-Alternative zu Seiten wie SuicideGirls.
Von 2018 bis 2024 war sie mit dem Pornodarsteller Small Hands verheiratet. 2024 gab Small Hands auf Instagram bekannt, dass beide getrennte Wege gehen.

### Karriere in der Pornofilmbranche

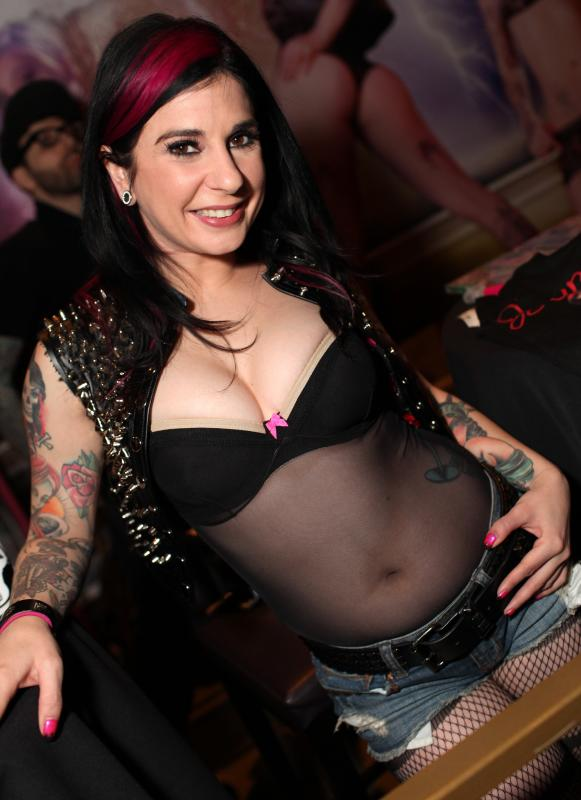
Joanna Angel bei der AVN Expo (2013)

Joanna Angel begann Drehbücher zu schreiben und mithilfe ihres eigenen Unternehmens Burning Angel selbst Filme zu produzieren. Im Juli 2007 unterschrieb Angel einen Vertrag mit ClubJenna/Spice Studios. Die Vereinbarung verpflichtet sie, jeweils drei Filme für Club Jenna und Spice Studios zu produzieren. Dieser nicht exklusive Deal erlaubt ihr, an ihrer Amateur-Pornowebsite und an den über ihr Label Burning Angel veröffentlichten Gonzofilmen weiterzuarbeiten. Zu den bekannten Filmen mit Angel zählt New Wave Hookers, ein Remake des Klassikers New Wave Hookers von Regisseur Eon McKai. Im Rahmen der Tätigkeit ihres Unternehmens Burning Angel wurden sie und mehrere andere Darstellerinnen in Fotoshootings von Richard Kern abgelichtet. Als Regisseurin war sie laut IAFD an der Produktion von insgesamt 68 Filmen beteiligt, wovon die meisten bei den Labels Burning Angel und Voyeur Media erschienen sind, aber auch für Hustler Video führte sie bei zwei Filmen Regie (Anally Yours … Love, Joanna Angel und Joanna Angel’s Alt Corruption) sowie bei vier Filmen für VCA Pictures und Joanna Angel’s Totally Screwed Out of a Shower für Club Jenna.

### Mainstream
Bereits 2004 spielte sie mit Tommy Pistol als Co-Darsteller im Kurzfilm Re-Penetrator, einer Pornofilm-Parodie auf den Horrorfilm Re-Animator, in der Rolle eines Zombie mit. Der Film, den Angel selber produzierte, gewann den AVN Award 2006 in der Kategorie Most Outrageous Sex Scene. In der Anthologie LovecraCked! The Movie wurde der Kurzfilm 2006 erneut veröffentlicht. Dabei wurde die Szene stark geschnitten und dadurch die expliziten Aufnahmen entfernt. In Breath of Hate, der 2010 auf dem GZ International Film Festival gezeigt wurde, spielte sie eine kleine Rolle, ebenso in der Pilotfolge der Sitcom The Further Adventures of Edmund and Pablo. Eine größere Rolle hat Angel im Film Scrapper des Regisseurs Brady Hall.
Am 14. April 2012 trat sie in Kanada als Tänzerin in der Show der Goblin-Gründer Claudio Simonetti und Maurizio Guarini beim Shock Stock in London, Ontario auf.

## Auszeichnungen

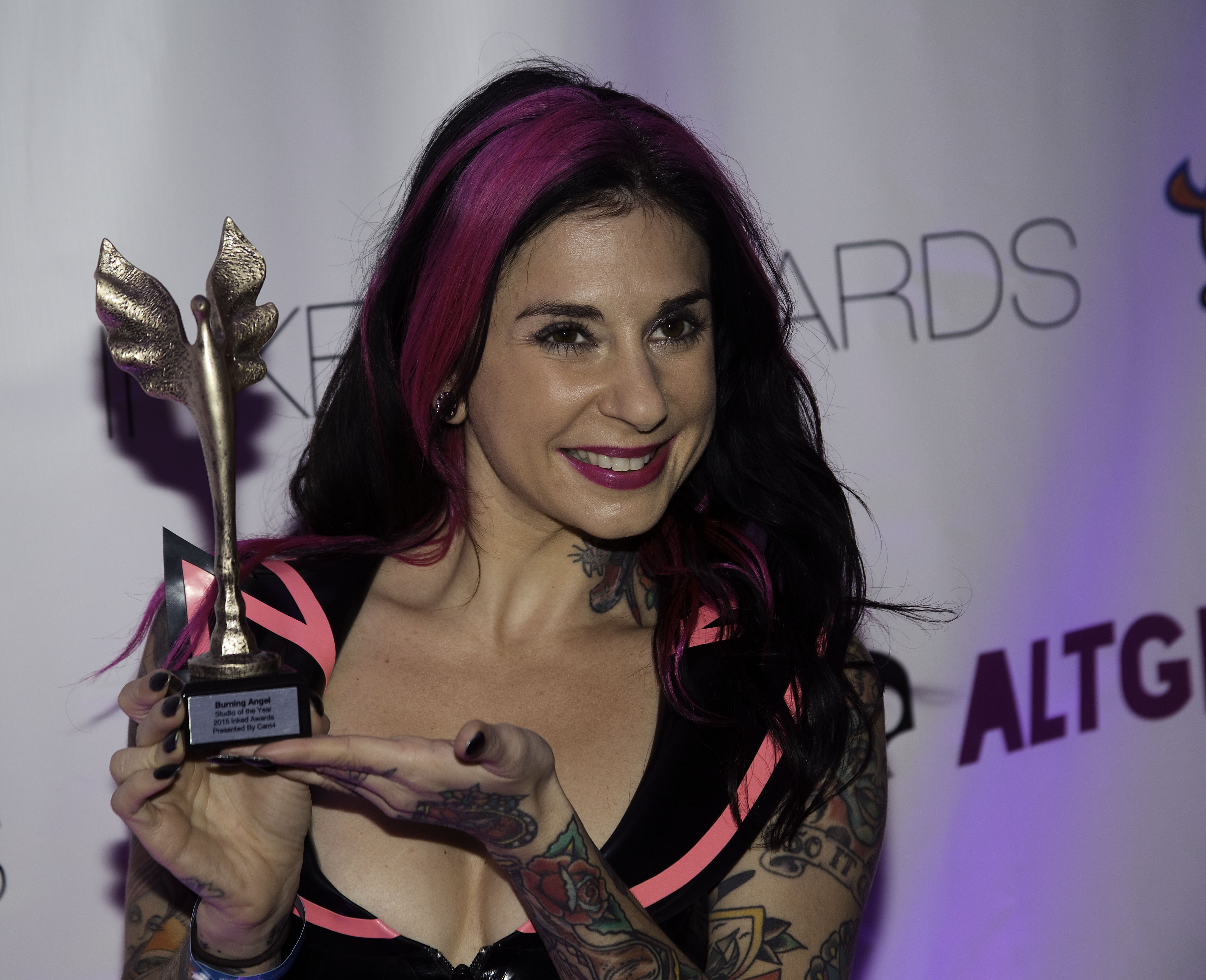
Joanna Angel mit einem Inked Award (2015)

- 2006: AVN Award für „Most Outrageous Sex Scene“ in Re-Penetrator
- 2007: XRCO Award „Best On-Screen Chemistry“ (zusammen mit James Deen)
- 2008: XRCO Award „Best On-Screen Chemistry“ (zusammen mit James Deen)
- 2011: AVN Award – Best Porn Star Website
- 2011: AVN Award – Best Solo Sex Scene – Rebel Girl
- 2011: XRCO Award – Mainstream Adult Media Favorite
- 2011: Aufnahme in die Night Moves Hall of Fame
- 2013: AVN Award – Best Porn Star Website
- 2013: AVN Award – Best Solo Sex Scene – Joanna Angel: Filthy Whore
- 2013: Aufnahme in die NightMoves Hall of Fame
- 2014: AVN Award – Best Porn Star Website (gemeinsam mit AsaAkira.com)
- 2015: AVN Award – Best Porn Star Website[15]
- 2015: Inked Award – Aufnahme in die Hall of Fame[16]
- 2016: Aufnahme in die AVN Hall of Fame[17][18]
- 2016: Aufnahme in die XRCO Hall of Fame
- 2017: AVN Award – Best Supporting Actress[19]
- 2018: XRCO Award – Mainstream Adult Media Favorite[20]

## Filmografie (Auswahl)
- 2005: 2wice As Nice
- 2005: BurningAngel.com – The Movie
- 2005: Fuck Dolls 7
- 2005: Gothsend 4
- 2005: House of Ass
- 2005: Intimate Strangers
- 2005: Joanna’s Angels
- 2005: Joanna’s Angels 2: Alt Throttle
- 2005: Kill Girl Kill 3
- 2005: Neu Wave Hookers, Remake von New Wave Hookers
- 2005: Re-Penetrator
- 2005: Young Ripe Mellons 8
- 2005: Young Sluts, Inc. 19
- 2006: The XXXorcist
- 2006: Ass Angels 5
- 2006: Cum On My Tattoo
- 2006: Lewd Conduct 27
- 2006: Mouth 2 Mouth 6
- 2006: Virgin Territory
- 2009: LA Pink
- 2013: The Walking Dead: A Hardcore Parody
- 2018: Squirt for Me 5
- 2019: Axel Braun’s Inked 5
- 2019: Double Anal Divas
- 2019: Anal Behavior 3
- 2019: Tushy Raw 4
- 2019: Goth Nymphos 2
- 2019: I Watch Black Men Fuck My Wife's Asshole! 2
- 2019: Lady Gonzo Volume 3
- 2019: MILFs Taking On Big Dicks 2
- 2019: 3 Cheers For Satan
- 2019: Anal Pros 3
- 2019: Lesbian Rock Stars
- 2019: Drive
- 2019: Turning Twistys
- 2019: Lady Gonzo: All Anal Showcase
- 2019: Sordid Stories
- 2020: The Mike & Joanna Show
- 2020: Lana
- 2020: Lesbian Yoga
- 2020: Choked And Soaked 5
- 2020: Family Members 3
- 2020: Girls Gone Pink 14
- 2020: Kittens and Their Milf 2
- 2020: Big Tit Tutors 3
- 2020: Dirty Wives Club 30
- 2020: Anal Pervs 3
- 2020: My Anal Intern 2
- 2020: Evil Tiki Babes
- 2020: MILF Creampied Stepmoms 4
- 2020: The Lustful Wife Vol. 2
- 2020: Angel Invades America: Wreck My Holes
- 2020: Best Friends, Better Lovers
- 2020: My Ass To My Mouth 2
- 2020: Oil Explosion 5
- 2020: Dirty Talk 8
- 2020: Lady Gonzo Volume 4
- 2020: Lay Down And Relax
- 2021: Backseat Driving School
- 2021: Little Anal Lovers
- 2021: Vicious Beauties
- 2021: Spit On It
- 2021: Turning Twistys 6
- 2021: Unbound
- 2021: Unrelated X
- 2021: Kittens & Cougars 16